# Uvaria hamata
Uvaria hamata är en kirimojaväxtart som beskrevs av Michel Félix Dunal. Uvaria hamata ingår i släktet Uvaria och familjen kirimojaväxter. Inga underarter finns listade i Catalogue of Life.